# حمد بن ناصر الدخيل
حمد بن ناصر الدخيِّل (وُلد 1364 هـ/ 1945 م) باحث ومحقق سعودي، وكاتب وأستاذ جامعي، متخصص في الأدب العربي، وله عناية خاصَّة بشعراء اليمامة عامَّة وشعراء قبيلة «بني حنيفة» خاصَّة. يُعَدُّ أحدَ كبار المحققين السعوديين المتقنين، وكتَّاب المقالة المجوِّدين.

## ولادته وتحصيله
ولد حمد بن ناصر الدخيِّل في المَجْمَعة شمال الرياض عام 1364هـ/ 1945م، حصل على الإجازة (البكالوريوس) في تخصُّص اللغة العربية من كلية اللغة العربيـة في جامعة الإمام محمد بن سعود الإسلامية عام 1389هـ / 1969م. وثم يمَّم وجهه شطرَ مصر لمتابعة دراسته العليا فحصل على شهادة العالِمية (الماجستير) في الأدب والنقد من جامعة الأزهر عام 1394هـ / 1974م، وعنوان رسالته (أثر الحروب الصَّليبية في الشعر العربي). ثم عاد إلى الرياض ليحصل على شهادة العالِمية العُليا (الدكتوراه) في الأدب العباسي من جامعة الإمام محمد بن سعود الإسلامية عام 1402هـ/ 1982م، وعنوان رسالته (الإيضاح في شرح مقامات الحريري لأبي الفتح ناصر بن عبد السيد المُطَرِّزي 538- 610هـ/ 1144- 1213م، دراسة وتحقيق).
حقق عددًا من كتب التراث العربي، ومن أبرز مؤلفاته: (في الأدب السعودي مقالات وبحوث)، و(شعر شواعر بني حنيفة في الجاهلية والإسلام).

## عمله ووظائفه
عمل مدرسًا لعلوم اللغة العربية في المعاهد العلمية التابعة لجامعة الإمام محمد بن سعود الإسلامية من 1969 إلى 1975م. ومعيدًا في قسم المكتبات التابع لكلية اللغة العربية والعلوم الاجتماعية بالرياض عام 1975م. ومحاضرًا في قسم الأدب بكلية اللغة العربية بالرياض من عام 1975 إلى 1982م. وأستاذًا مساعدًا في قسم الأدب بكلية اللغة العربية بالرياض، وأستاذًا مشاركًا ثم أستاذًا (بروفسور) في قسم الأدب بكلية اللغة العربية عام 2001م.
وعُيِّن مديرًا لشؤون المِنَح الدراسية في جامعة الإمام محمد بن سعود الإسلامية، ومديرًا لمعهد تعليم اللغة العربية من عام 1407هـ إلى عام 1413هـ. وعميدًا لكلية اللغة العربية بالرياض من عام 1420هـ إلى عام 1422هـ.

## أعماله وآثاره

### تحقيقاته:
1. (فَسْر المولى وحصر معانيه والكشف عن حقيقة ما قيل فيه) لأبي الفتـح ناصر بن عبد السيِّد المُطَرِّزي، صدر عام 1992.
2. (بيان الإعجاز في سورة قل يا أيها الكافرون) لأبي الفتح المطرزي، صدر عام 1992.
3. (التفضيل بين بلاغتي العرب والعجم) لأبي أحمد العسكري، صدر عن نادي القصيم الأدبي 1997.[4]
4. (مرشد الخصائص ومبدي النقائص في الثقلاء والحَمقى وغير ذلك) تأليف: عثمان بن بِشْر، صدر عن دارة الملك عبد العزيز 2010م.[5]

### مؤلفاته:
1. (من أعلام الحضارة الإسلامية) صدر عام 1994.[6]
2. (قضايا وتجارِب في تعليم اللغة العربية لغير الناطقين بها) صدر عام 1994.
3. (مقالات وآراء في اللغة العربية) صدر عام 1994.
4. (لله ما أخذ وما أعطى) قصَّة، صدرت عام 1995.
5. (حمزة بن بِيْضٍ الحَنَفي حياته وشعره توفي نحو 126هـ) صدر عن نادي الرياض الأدبي 1997م.[7]
6. (اختصار الزمن: ملامح عن مسيرة المملكة ونهضتها ومنجزاتها ويومها الوطني، وقضايا تربوية واجتماعية) صدر عام 1997.
7. (نظرات في التاريخ والحضارة والتراث) صدر عام 1998.[3]
8. (خواطر في الفكر والثقافة واللغة والأدب) صدر عام 1999.
9. (دراسات ومقالات في الأدب العربي) صدر عن نادي المنطقة الشرقية الأدبي 1999.
10. (من أعلام الكتابة الفنية والشعر في الأدب العربي) صدر عام 1999.
11. (في الأدب السعودي مقالات وبحوث) صدر عن نادي جازان الأدبي 1999.
12. (في الأدب العربي الحديث) صدر عن نادي حائل الأدبي 2000م.[8]
13. (شعر شواعر بني حنيفة في الجاهلية والإسلام) صدر عام 2000م.[9]
14. (الأدب السعودي بأقلام الدارسين العرب) [بالاشتراك مع آخرين] صدر عام 2000.[10]
15. (شعر عبد الله بن أيوب التيمي) صدر عن معهد المخطوطات العربية عام 2001.[11]
16. (الشوط الأول: مقالات وآراء في التاريخ والأدب والنقد) صدر عام 2001.
17. (الشوط الثاني في الأدب والنقد واللغة) صدر عام 2004.
18. (الرياض درَّة الصحراء) صدر عام 2004.[12]
19. (على نفسها جنت براقش: جناية صدَّام على شعب العراق والأمَّة العربية باجتياحه الكويت) صدر عن مركز البحوث والدراسات الكويتية عام 2005م.[13] وهو مقالاتٌ واجه بها العدوان العراقي على دولة الكويت في الإعلام المسموع والمقروء، حين كانت جحافلُ العدوان تحتلُّ الكويت من أقصاها، وتحتشد في مواجهة الحدود مع المملكة العربية السعودية؛ لتنفيذ المرحلة الثانية من العدوان باحتلال المِنطقة الشرقية من المملكة، على ما كشفته الوثائقُ والخرائط العسكرية التي عُثِرَ عليها في مراكز القيادة العراقية بالكويت بعد اندحار قوَّات الغزو.
20. (آراء المنفلوطي في شعراء وكتّاب عصره) صدر عن نادي جدة الأدبي 2005.[14]
21. (في خصوصية الأدب ومنهجه) صدر عام 2008.
22. (ثلاث سنوات في بلاد النخيل: ذكريات ومشاهدات) صدر عن نادي الأحساء الأدبي 2020.[15]
23. (بحوث ودراسات في الأدب العربي القديم) صدر عام 2022.

## صدر عنه
- كتاب «عاشق التراث وفارس التحقيق: حَمَد بن ناصر الدخيِّل». إعداد وتحرير عبد الله بن عبد الرحمن الحيدري، صدر عام 2023م بمناسبة تكريم الدخيل من قِبَل جمعية الأدب والأدباء في المدينة المنورة، بالشراكة مع اثنينيّة الذييب.[16]